# 2018–2019-es Európa-liga (egyenes kieséses szakasz)
A 2018–2019-es Európa-liga egyenes kieséses szakasza 2019. február 14-én kezdődik és május 29-én ér véget. Az egyenes kieséses szakaszban 32 csapat vesz részt, amelyek a csoportkör során a saját csoportjuk első két helyének valamelyikén, illetve az UEFA-bajnokok ligája csoportkörének harmadik helyén végeznek.

## Lebonyolítás
A döntő kivételével mindegyik mérkőzés oda-visszavágós rendszerben zajlik. A két találkozó végén az összesítésben jobbnak bizonyuló csapatok jutnak tovább a következő körbe. Ha az összesítésnél az eredmény döntetlen, akkor az idegenben több gólt szerző csapat jut tovább. Amennyiben az idegenben lőtt gólok száma is azonos, akkor 30 perces hosszabbítást rendeznek a visszavágó rendes játékidejének lejárta után. Ha a 2x15 perces hosszabbításban gólt/gólokat szerez mindkét együttes, és az összesített állás egyenlő, akkor a vendég csapat jut tovább idegenben szerzett góllal/gólokkal. Gólnélküli hosszabbítás esetén büntetőpárbajra kerül sor. A döntőben a győztesről egy mérkőzés dönt. A rendes játékidő végén döntetlen esetén hosszabbítást játszanak, ha ezután is döntetlen marad az eredmény, akkor büntetőpárbaj következik.

## Fordulók és időpontok
A mérkőzések időpontjai a következők (az összes sorsolást az UEFA székházában Nyonban, Svájcban tartják):
| Forduló            | Sorsolás dátuma    | 1. mérkőzés                             | 2. mérkőzés                             |
| ------------------ | ------------------ | --------------------------------------- | --------------------------------------- |
| A 16 közé jutásért | 2018. december 17. | 2019. február 14.                       | 2019. február 21.                       |
| Nyolcaddöntők      | 2019. február 22.  | 2019. március 7.                        | 2019. március 14.                       |
| Negyeddöntők       | 2019. március 15.  | 2019. április 11.                       | 2019. április 18.                       |
| Elődöntők          | 2019. április 19.  | 2019. május 2.                          | 2019. május 9.                          |
| Döntő              | 2019. április 19.  | 2019. május 29., Olimpiai Stadion, Baku | 2019. május 29., Olimpiai Stadion, Baku |

## Résztvevők
Az egyenes kieséses szakaszban 32 csapat vesz részt. A csapatok két kalapba kerültek.
- Kiemelt csapatok: az Európa-liga csoportkörének első helyezettjei, valamint az UEFA-bajnokok ligája csoportkörének négy legjobb harmadik helyezettje
- Nem kiemelt csapatok: az Európa-liga csoportkörének második helyezettjei, valamint az UEFA-bajnokok ligája csoportkörének másik négy harmadik helyezettje

A sorsolás során egy kiemelt csapat mellé egy nem kiemelt csapatot sorsoltak. Figyelembe vették, hogy azonos nemzetű együttesek, illetve az azonos csoportból továbbjutó csapatok nem szerepelhettek egymás ellen.
A második kalapban szereplő csapatok játsszák az első mérkőzést hazai környezetben.

### Továbbjutók az Európa-liga csoportköréből
| Csoport   | Csoportelső (kiemeltek) | Csoportmásodik (nem kiemeltek) |
| --------- | ----------------------- | ------------------------------ |
| A csoport | Bayer Leverkusen        | FC Zürich                      |
| B csoport | Red Bull Salzburg       | Celtic                         |
| C csoport | Zenyit                  | Slavia Praha                   |
| D csoport | Dinamo Zagreb           | Fenerbahçe SK                  |
| E csoport | Arsenal                 | Sporting CP                    |
| F csoport | Real Betis              | Olimbiakósz                    |
| G csoport | Villarreal CF           | Rapid Wien                     |
| H csoport | Eintracht Frankfurt     | Lazio                          |
| I csoport | KRC Genk                | Malmö FF                       |
| J csoport | Sevilla FC              | FK Krasznodar                  |
| K csoport | Dinamo Kijiv            | Rennes                         |
| L csoport | Chelsea                 | BATE Bariszav                  |

### Továbbjutók az UEFA-bajnokok ligája csoportköréből
Harmadik helyezettek sorrendje
| Seed | Cs | Csapat         | M | Gy | D | V | G+ | G– | Gk | P | Kiemelés      |
| ---- | -- | -------------- | - | -- | - | - | -- | -- | -- | - | ------------- |
| 1.   | C  | SSC Napoli     | 6 | 2  | 3 | 1 | 7  | 5  | +2 | 9 | Kiemeltek     |
| 2.   | H  | Valencia CF    | 6 | 2  | 2 | 2 | 6  | 6  | 0  | 8 | Kiemeltek     |
| 3.   | B  | Internazionale | 6 | 2  | 2 | 2 | 6  | 7  | −1 | 8 | Kiemeltek     |
| 4.   | E  | Benfica        | 6 | 2  | 1 | 3 | 6  | 11 | −5 | 7 | Kiemeltek     |
| 5.   | G  | Viktoria Plzeň | 6 | 2  | 1 | 3 | 7  | 16 | −9 | 7 | Nem kiemeltek |
| 6.   | A  | Club Brugge    | 6 | 1  | 3 | 2 | 6  | 5  | +1 | 6 | Nem kiemeltek |
| 7.   | F  | Sahtar Doneck  | 6 | 1  | 3 | 2 | 8  | 16 | −8 | 6 | Nem kiemeltek |
| 8.   | D  | Galatasaray    | 6 | 1  | 1 | 4 | 5  | 8  | −3 | 4 | Nem kiemeltek |

## A legjobb 16 közé jutásért
A legjobb 16 közé jutásért zajló mérkőzések párosításainak sorsolását 2018. december 17-én tartották.

### Párosítások
Az első mérkőzéseket 2019. február 14-én, a visszavágókat február 21-én játszották.
| 1. csapat      | Össz.Tooltip Aggregate score | 2. csapat           | 1. mérk. | 2. mérk. |
| -------------- | ---------------------------- | ------------------- | -------- | -------- |
| Viktoria Plzeň | 2–4                          | Dinamo Zagreb       | 2–1      | 0–3      |
| Club Brugge    | 2–5                          | Red Bull Salzburg   | 2–1      | 0–4      |
| Rapid Wien     | 0–5                          | Internazionale      | 0–1      | 0–4      |
| Slavia Praha   | 4–1                          | KRC Genk            | 0–0      | 4–1      |
| FK Krasznodar  | 1–1 (i.g.)                   | Bayer Leverkusen    | 0–0      | 1–1      |
| FC Zürich      | 1–5                          | SSC Napoli          | 1–3      | 0–2      |
| Malmö FF       | 1–5                          | Chelsea             | 1–2      | 0–3      |
| Sahtar Doneck  | 3–6                          | Eintracht Frankfurt | 2–2      | 1–4      |
| Celtic         | 0–3                          | Valencia CF         | 0–2      | 0–1      |
| Rennes         | 6–4                          | Real Betis          | 3–3      | 3–1      |
| Olimbiakósz    | 2–3                          | Dinamo Kijiv        | 2–2      | 0–1      |
| Lazio          | 0–3                          | Sevilla FC          | 0–1      | 0–2      |
| Fenerbahçe SK  | 2–3                          | Zenyit              | 1–0      | 1–3      |
| Sporting CP    | 1–2                          | Villarreal CF       | 0–1      | 1–1      |
| BATE Bariszav  | 1–3                          | Arsenal             | 1–0      | 0–3      |
| Galatasaray    | 1–2                          | Benfica             | 1–2      | 0–0      |

### Mérkőzések
| 2019. február 14. 21:00 |

| Viktoria Plzeň  | 2–1               | Dinamo Zagreb |
| --------------- | ----------------- | ------------- |
| Pernica 54' 83' | (0–1) Jegyzőkönyv | Olmo 41'      |

| Doosan Arena, Plzeň Játékvezető: Serdar Gözübüyük (holland) |

| 2019. február 21. 18:55 |

| Dinamo Zagreb                      | 3–0               | Viktoria Plzeň |
| ---------------------------------- | ----------------- | -------------- |
| Oršić 15' Dilaver 34' Petković 73' | (2–0) Jegyzőkönyv |                |

| Maksimir Stadion, Zágráb Játékvezető: Kovács István (román) |

| 2019. február 14. 21:00 |

| Club Brugge            | 2–1               | Red Bull Salzburg |
| ---------------------- | ----------------- | ----------------- |
| Denswil 64' Wesley 81' | (0–1) Jegyzőkönyv | Junuzović 17'     |

| Jan Breydel Stadium, Brugge Játékvezető: Georgi Kabakov (bolgár) |

| 2019. február 21. 18:55 |

| Red Bull Salzburg                     | 4–0               | Club Brugge |
| ------------------------------------- | ----------------- | ----------- |
| Schlager 17' Daka 29' 43' Dabúr 90+4' | (3–0) Jegyzőkönyv |             |

| Red Bull Arena, Wals-Siezenheim Játékvezető: Daniel Siebert (német) |

| 2019. február 14. 18:55 |

| Rapid Wien | 0–1               | Internazionale          |
| ---------- | ----------------- | ----------------------- |
|            | (0–1) Jegyzőkönyv | Martínez 39' (11-esből) |

| Allianz Stadion, Bécs Játékvezető: Tobias Stieler (német) |

| 2019. február 21. 21:00 |

| Internazionale                                   | 4–0               | Rapid Wien |
| ------------------------------------------------ | ----------------- | ---------- |
| Vecino 11' Ranocchi 18' Perišić 80' Politano 87' | (2–0) Jegyzőkönyv |            |

| San Siro, Milánó Játékvezető: Artur Soares Dias (portugál) |

| 2019. február 14. 18:55 |

| Slavia Praha | 0–0         | KRC Genk |
| ------------ | ----------- | -------- |
|              | Jegyzőkönyv |          |

| Eden Aréna, Prága Játékvezető: Andris Treimanis (lett) |

| 2019. február 21. 21:00 |

| KRC Genk     | 1–4               | Slavia Praha                        |
| ------------ | ----------------- | ----------------------------------- |
| Trossard 10' | (1–1) Jegyzőkönyv | Coufal 23' Traoré 54' Škoda 64' 69' |

| Luminus Arena, Genk Játékvezető: Bobby Madden (skót) |

| 2019. február 14. 18:55 (20:55 MSK) |

| FK Krasznodar | 0–0         | Bayer Leverkusen |
| ------------- | ----------- | ---------------- |
|               | Jegyzőkönyv |                  |

| Krasznodar Stadion, Krasznodar Játékvezető: Davide Massa (olasz) |

| 2019. február 21. 21:00 |

| Bayer Leverkusen | 1–1               | FK Krasznodar  |
| ---------------- | ----------------- | -------------- |
| Aránguiz 87'     | (0–0) Jegyzőkönyv | Suleymanov 85' |

| BayArena, Leverkusen Játékvezető: Gediminas Mažeika (litván) |

| 2019. február 14. 21:00 |

| FC Zürich              | 1–3               | SSC Napoli                             |
| ---------------------- | ----------------- | -------------------------------------- |
| Kololli 83' (11-esből) | (0–2) Jegyzőkönyv | Insigne 12' Callejón 21' Zieliński 77' |

| Letzigrundstadion, Zürich Játékvezető: Milorad Mažić (szerb) |

| 2019. február 21. 18:55 |

| SSC Napoli          | 2–0               | FC Zürich |
| ------------------- | ----------------- | --------- |
| Verdi 43' Ounas 75' | (1–0) Jegyzőkönyv |           |

| San Paolo Stadion, Nápoly Játékvezető: Anasztásziosz Szidirópulosz (görög) |

| 2019. február 14. 21:00 |

| Malmö FF         | 1–2               | Chelsea                |
| ---------------- | ----------------- | ---------------------- |
| Christiansen 80' | (0–1) Jegyzőkönyv | Barkley 30' Giroud 58' |

| Swedbank Stadion, Malmö Játékvezető: Alekszej Kulbakov (fehérorosz) |

| 2019. február 21. 21:00 (20:00 GMT) |

| Chelsea                                | 3–0               | Malmö FF |
| -------------------------------------- | ----------------- | -------- |
| Giroud 55' Barkley 74' Hudson-Odoi 84' | (0–0) Jegyzőkönyv |          |

| Stamford Bridge, London Játékvezető: Orel Grinfeld (izraeli) |

| 2019. február 14. 21:00 (22:00 EET) |

| Sahtar Doneck                    | 2–2               | Eintracht Frankfurt       |
| -------------------------------- | ----------------- | ------------------------- |
| Marlos 10' (11-esből) Taison 67' | (1–1) Jegyzőkönyv | Hinteregger 7' Kostić 50' |

| Metalist Stadium, Kharkiv Játékvezető: Anthony Taylor (angol) |

| 2019. február 21. 18:55 |

| Eintracht Frankfurt                           | 4–1               | Sahtar Doneck |
| --------------------------------------------- | ----------------- | ------------- |
| Jović 23' Haller 27' (11-esből) 80' Rebić 88' | (2–0) Jegyzőkönyv | Moraes 64'    |

| Commerzbank-Arena, Frankfurt Játékvezető: Antonio Mateu Lahoz (spanyol) |

| 2019. február 14. 21:00 (20:00 GMT) |

| Celtic | 0–2               | Valencia CF              |
| ------ | ----------------- | ------------------------ |
|        | (0–1) Jegyzőkönyv | Cserisev 42' Sobrino 49' |

| Celtic Park, Glasgow Játékvezető: Ovidiu Hațegan (román) |

| 2019. február 21. 18:55 |

| Valencia CF | 1–0               | Celtic |
| ----------- | ----------------- | ------ |
| Gameiro 70' | (0–0) Jegyzőkönyv |        |

| Estadio Mestalla, Valencia Játékvezető: Deniz Aytekin (német) |

| 2019. február 14. 18:55 |

| Rennes                                                | 3–3               | Real Betis                         |
| ----------------------------------------------------- | ----------------- | ---------------------------------- |
| Hunou 2' García 10' (öngól) Ben Arfa 45+3' (11-esből) | (3–1) Jegyzőkönyv | Lo Celso 32' Sidnei 62' Lainez 90' |

| Roazhon Park, Rennes Játékvezető: Anasztásziosz Szidirópulosz (görög) |

| 2019. február 21. 21:00 |

| Real Betis   | 1–3               | Rennes                                 |
| ------------ | ----------------- | -------------------------------------- |
| Lo Celso 41' | (1–2) Jegyzőkönyv | ben-Szebajni 22' Hunou 30' Niang 90+4' |

| Játékvezető: Kassai Viktor (magyar) |

| 2019. február 14. 18:55 (19:55 EET) |

| Olimbiakósz        | 2–2               | Dinamo Kijiv             |
| ------------------ | ----------------- | ------------------------ |
| Hassan 9' Dias 40' | (2–1) Jegyzőkönyv | Buyalskyi 27' Verbič 89' |

| Karaiszkákisz Stadion, Pireusz Játékvezető: Craig Pawson (angol) |

| 2019. február 21. 21:00 (22:00 EET) |

| Dinamo Kijiv | 1–0               | Olimbiakósz |
| ------------ | ----------------- | ----------- |
| Sol 32'      | (1–0) Jegyzőkönyv |             |

| Olimpiai Stadion, Kijev Játékvezető: Ivan Kružliak (szlovák) |

| 2019. február 14. 18:55 |

| Lazio | 0–1               | Sevilla FC     |
| ----- | ----------------- | -------------- |
|       | (0–1) Jegyzőkönyv | Ben Yedder 22' |

| Olimpiai Stadion, Róma Játékvezető: Slavko Vinčić (szlovén) |

| 2019. február 21. 18:00 |

| Sevilla FC                 | 2–0               | Lazio |
| -------------------------- | ----------------- | ----- |
| Ben Yedder 20' Sarabia 78' | (1–0) Jegyzőkönyv |       |

| Estadio Ramón Sánchez-Pizjuán, Sevilla Játékvezető: Anthony Taylor (angol) |

| 2019. február 14. 18:55 (20:55 TRT) |

| Fenerbahçe SK | 1–0               | Zenyit |
| ------------- | ----------------- | ------ |
| Szlimani 21'  | (1–0) Jegyzőkönyv |        |

| Şükrü Saracoğlu Stadion, Isztambul Játékvezető: Ruddy Buquet (francia) |

| 2019. február 21. 18:55 (20:55 MSK) |

| Zenyit                   | 3–1               | Fenerbahçe SK |
| ------------------------ | ----------------- | ------------- |
| Ozdoyev 4' Azmun 37' 76' | (2–1) Jegyzőkönyv | Topal 43'     |

| Petrovszkij Stadion, Szentpétervár Játékvezető: Michael Oliver (angol) |

| 2019. február 14. 21:00 (20:00 WET) |

| Sporting CP | 0–1               | Villarreal CF |
| ----------- | ----------------- | ------------- |
|             | (0–1) Jegyzőkönyv | Pedraza 3'    |

| Estádio José Alvalade, Lisszabon Játékvezető: Clément Turpin (francia) |

| 2019. február 21. 18:55 |

| Villarreal CF | 1–1               | Sporting CP     |
| ------------- | ----------------- | --------------- |
| Fornals 80'   | (0–1) Jegyzőkönyv | Fernandes 45+1' |

| Estadio El Madrigal, Vila-real Játékvezető: Pavel Královec (cseh) |

| 2019. február 14. 18:55 (20:55 FET) |

| BATE Bariszav | 1–0               | Arsenal |
| ------------- | ----------------- | ------- |
| Drahun 45'    | (1–0) Jegyzőkönyv |         |

| Borisov Arena, Bariszav Játékvezető: Srđan Jovanović (szerb) |

| 2019. február 21. 18:55 (17:55 GMT) |

| Arsenal                                                        | 3–0               | BATE Bariszav |
| -------------------------------------------------------------- | ----------------- | ------------- |
| Volkov 4' (öngól) Mustafi 39' Szokrátisz Papasztathópulosz 60' | (2–0) Jegyzőkönyv |               |

| Emirates Stadion, London Játékvezető: Alberto Undiano Mallenco (spanyol) |

| 2019. február 14. 18:55 (20:55 TRT) |

| Galatasaray   | 1–2               | Benfica                             |
| ------------- | ----------------- | ----------------------------------- |
| Luyindama 54' | (0–1) Jegyzőkönyv | Salvio 27' (11-esből) Seferović 64' |

| Türk Telekom Arena, Isztambul Játékvezető: Jesús Gil Manzano (spanyol) |

| 2019. február 21. 21:00 (20:00 WET) |

| Benfica | 0–0         | Galatasaray |
| ------- | ----------- | ----------- |
|         | Jegyzőkönyv |             |

| Estádio da Luz, Lisszabon Játékvezető: Ovidiu Hațegan (román) |

## Nyolcaddöntők
A nyolcaddöntők sorsolását 2019. február 22-én tartották. Az első mérkőzéseket 2019. március 7-én, a visszavágókat március 14-én játszották.

### Párosítások
| 1. csapat           | Össz.Tooltip Aggregate score | 2. csapat         | 1. mérk. | 2. mérk.   |
| ------------------- | ---------------------------- | ----------------- | -------- | ---------- |
| Chelsea             | 8–0                          | Dinamo Kijiv      | 3–0      | 5–0        |
| Eintracht Frankfurt | 1–0                          | Internazionale    | 0–0      | 1–0        |
| Dinamo Zagreb       | 1–3                          | Benfica           | 1–0      | 0–3 (h.u.) |
| SSC Napoli          | 4–3                          | Red Bull Salzburg | 3–0      | 1–3        |
| Valencia CF         | 3–2                          | FK Krasznodar     | 2–1      | 1–1        |
| Sevilla FC          | 5–6                          | Slavia Praha      | 2–2      | 3–4 (h.u.) |
| Rennes              | 3–4                          | Arsenal           | 3–1      | 0–3        |
| Zenyit              | 2–5                          | Villarreal CF     | 1–3      | 1–2        |

1. ↑  A sorsoláshoz képest a pályaválasztói jogot felcserélték.

### Mérkőzések
| 2019. március 7. 21:00 (20:00 GMT) |

| Chelsea                               | 3–0               | Dinamo Kijiv |
| ------------------------------------- | ----------------- | ------------ |
| Pedro 17' Willian 65' Hudson-Odoi 90' | (1–0) Jegyzőkönyv |              |

| Stamford Bridge, London Játékvezető: Slavko Vinčić (szlovén) |

| 2019. március 14. 18:55 (19:55 EET) |

| Dinamo Kijiv | 0–5               | Chelsea                                        |
| ------------ | ----------------- | ---------------------------------------------- |
|              | (0–3) Jegyzőkönyv | Giroud 5' 33' 59' Alonso 45+1' Hudson-Odoi 78' |

| Olimpiai Stadion, Kijev Játékvezető: Tobias Stieler (német) |

| 2019. március 7. 18:55 |

| Eintracht Frankfurt | 0–0         | Internazionale |
| ------------------- | ----------- | -------------- |
|                     | Jegyzőkönyv |                |

| Commerzbank-Arena, Frankfurt Játékvezető: Willie Collum (skót) |

| 2019. március 14. 21:00 |

| Internazionale | 0–1               | Eintracht Frankfurt |
| -------------- | ----------------- | ------------------- |
|                | (0–1) Jegyzőkönyv | Jović 6'            |

| San Siro, Milánó Játékvezető: Ovidiu Hațegan (román) |

| 2019. március 7. 18:55 |

| Dinamo Zagreb           | 1–0               | Benfica |
| ----------------------- | ----------------- | ------- |
| Petković 38' (11-esből) | (1–0) Jegyzőkönyv |         |

| Maksimir Stadion, Zágráb Játékvezető: Michael Oliver (angol) |

| 2019. március 14. 21:00 (20:00 WET) |

| Benfica                           | 3–0 (h. u.)                 | Dinamo Zagreb |
| --------------------------------- | --------------------------- | ------------- |
| Jonas 71' Ferro 94' Grimaldo 105' | (0–0, 1–0, 3–0) Jegyzőkönyv |               |

| Estádio da Luz, Lisszabon Játékvezető: Deniz Aytekin (német) |

| 2019. március 7. 21:00 |

| SSC Napoli                               | 3–0               | Red Bull Salzburg |
| ---------------------------------------- | ----------------- | ----------------- |
| Milik 10' Fabián 18' Onguéné 58' (öngól) | (2–0) Jegyzőkönyv |                   |

| San Paolo stadion, Nápoly Játékvezető: Aleksei Kulbakov (fehérorosz) |

| 2019. március 14. 18:55 |

| Red Bull Salzburg                        | 3–1               | SSC Napoli |
| ---------------------------------------- | ----------------- | ---------- |
| Dabour 25' Gulbrandsen 65' Leitgeb 90+2' | (1–1) Jegyzőkönyv | Milik 14'  |

| Red Bull Arena, Wals-Siezenheim Játékvezető: Carlos del Cerro Grande (spanyol) |

| 2019. március 7. 21:00 |

| Valencia CF     | 2–1               | FK Krasznodar |
| --------------- | ----------------- | ------------- |
| Rodrigo 12' 24' | (2–0) Jegyzőkönyv | Claesson 63'  |

| Estadio Mestalla, Valencia Játékvezető: Orel Grinfeld (izraeli) |

| 2019. március 14. 18:55 (20:55 MSK) |

| FK Krasznodar  | 1–1               | Valencia CF  |
| -------------- | ----------------- | ------------ |
| Suleymanov 85' | (0–0) Jegyzőkönyv | Guedes 90+3' |

| Játékvezető: Anthony Taylor (angol) |

| 2019. március 7. 18:55 |

| Sevilla FC              | 2–2               | Slavia Praha       |
| ----------------------- | ----------------- | ------------------ |
| Ben Yedder 1' Munir 28' | (2–2) Jegyzőkönyv | Stoch 25' Král 39' |

| Estadio Ramón Sánchez Pizjuán, Sevilla Játékvezető: Ruddy Buquet (francia) |

| 2019. március 14. 21:00 |

| Slavia Praha                                                        | 4–3 (h. u.)                 | Sevilla FC                                      |
| ------------------------------------------------------------------- | --------------------------- | ----------------------------------------------- |
| Ngadeu-Ngadjui 15' Souček 47' (11-esből) Van Buren 102' Traoré 119' | (1–1, 2–2, 3–3) Jegyzőkönyv | Ben Yedder 44' (11-esből) Munir 54' Vázquez 98' |

| Eden Aréna, Prága Játékvezető: Aleksei Kulbakov (fehérorosz) |

| 2019. március 7. 18:55 |

| Rennes                                      | 3–1               | Arsenal  |
| ------------------------------------------- | ----------------- | -------- |
| Bourigeaud 42' Monreal 65' (öngól) Sarr 88' | (1–1) Jegyzőkönyv | Iwobi 4' |

| Roazhon Park, Rennes Játékvezető: Ivan Kružliak (szlovák) |

| 2019. március 14. 21:00 (20:00 GMT) |

| Arsenal                              | 3–0               | Rennes |
| ------------------------------------ | ----------------- | ------ |
| Aubameyang 5' 72' Maitland-Niles 15' | (2–0) Jegyzőkönyv |        |

| Emirates Stadion, London Játékvezető: Andris Treimanis (lett) |

| 2019. március 7. 18:55 (20:55 MSK) |

| Zenyit    | 1–3               | Villarreal CF                      |
| --------- | ----------------- | ---------------------------------- |
| Azmun 35' | (1–1) Jegyzőkönyv | Iborra 33' Gerard 64' Morlanes 71' |

| Petrovszkij Stadion, Szentpétervár Játékvezető: Gianluca Rocchi (olasz) |

| 2019. március 14. 21:00 |

| Villarreal CF        | 2–1               | Zenyit         |
| -------------------- | ----------------- | -------------- |
| Gerard 29' Bacca 47' | (1–0) Jegyzőkönyv | Ivanović 90+1' |

| Estadio El Madrigal, Villarreal Játékvezető: Artur Soares Dias (portugál) |

## Negyeddöntők
A negyeddöntők, az elődöntők és a döntő pályaválasztójának sorsolását 2019. március 15-én tartották. Az első mérkőzéseket 2019. április 11-én, a visszavágókat április 18-án játszották.

### Párosítások
| 1. csapat     | Össz.Tooltip Aggregate score | 2. csapat           | 1. mérk. | 2. mérk. |
| ------------- | ---------------------------- | ------------------- | -------- | -------- |
| Arsenal       | 3–0                          | SSC Napoli          | 2–0      | 1–0      |
| Villarreal CF | 1–5                          | Valencia CF         | 1–3      | 0–2      |
| Benfica       | 4–4 (i.g.)                   | Eintracht Frankfurt | 4–2      | 0–2      |
| Slavia Praha  | 3–5                          | Chelsea             | 0–1      | 3–4      |

### Mérkőzések
| 2019. április 11. 21:00 (20:00 BST) |

| Arsenal                          | 2–0               | SSC Napoli |
| -------------------------------- | ----------------- | ---------- |
| Ramsey 15' Koulibaly 25' (öngól) | (2–0) Jegyzőkönyv |            |

| Emirates Stadion, London Játékvezető: Alberto Undiano Mallenco (spanyol) |

| 2019. április 18. 21:00 |

| SSC Napoli | 0–1               | Arsenal       |
| ---------- | ----------------- | ------------- |
|            | (0–1) Jegyzőkönyv | Lacazette 36' |

| San Paolo stadion, Nápoly Játékvezető: Ovidiu Hațegan (román) |

| 2019. április 11. 21:00 |

| Villarreal CF          | 1–3               | Valencia CF                |
| ---------------------- | ----------------- | -------------------------- |
| Cazorla 36' (11-esből) | (1–1) Jegyzőkönyv | Guedes 6' 90+3' Wass 90+1' |

| Estadio El Madrigal, Villarreal Játékvezető: Michael Oliver (angol) |

| 2019. április 18. 21:00 |

| Valencia CF         | 2–0               | Villarreal CF |
| ------------------- | ----------------- | ------------- |
| Lato 13' Parejo 54' | (1–0) Jegyzőkönyv |               |

| Estadio Mestalla, Valencia Játékvezető: William Collum (skót) |

| 2019. április 11. 21:00 (20:00 WEST) |

| Benfica                               | 4–2               | Eintracht Frankfurt     |
| ------------------------------------- | ----------------- | ----------------------- |
| Félix 21' (11-esből) 43' 54' Dias 50' | (2–1) Jegyzőkönyv | Jović 40' Paciência 72' |

| Estádio da Luz, Lisszabon Játékvezető: Anthony Taylor (angol) |

| 2019. április 18. 21:00 |

| Eintracht Frankfurt | 2–0               | Benfica |
| ------------------- | ----------------- | ------- |
| Kostić 37' Rode 67' | (1–0) Jegyzőkönyv |         |

| Commerzbank-Arena, Frankfurt Játékvezető: Daniele Orsato (olasz) |

| 2019. április 11. 21:00 |

| Slavia Praha | 0–1               | Chelsea    |
| ------------ | ----------------- | ---------- |
|              | (0–0) Jegyzőkönyv | Alonso 86' |

| Eden Aréna, Prága Játékvezető: Felix Zwayer (német) |

| 2019. április 18. 21:00 (20:00 BST) |

| Chelsea                                  | 4–3               | Slavia Praha              |
| ---------------------------------------- | ----------------- | ------------------------- |
| Pedro 5' 27' Deli 10' (öngól) Giroud 17' | (4–1) Jegyzőkönyv | Souček 26' Ševčík 51' 55' |

| Stamford Bridge, London Játékvezető: Damir Skomina (szlovén) |

## Elődöntők
Az első mérkőzéseket 2019. május 2-án, a visszavágókat május 9-én játsszák.

### Párosítások
| 1. csapat           | Össz.Tooltip Aggregate score | 2. csapat   | 1. mérk. | 2. mérk.   |
| ------------------- | ---------------------------- | ----------- | -------- | ---------- |
| Arsenal             | 7–3                          | Valencia CF | 3–1      | 4–2        |
| Eintracht Frankfurt | 1–1 (t. 3–4)                 | Chelsea     | 1–1      | 1–1 (h.u.) |

### Mérkőzések
| 2019. május 2. 21:00 (20:00 BST) |

| Arsenal                            | 3–1               | Valencia CF  |
| ---------------------------------- | ----------------- | ------------ |
| Lacazette 18' 26' Aubameyang 90+1' | (2–1) Jegyzőkönyv | Diakhaby 11' |

| Emirates Stadion, London Játékvezető: Clément Turpin (francia) |

| 2019. május 9. 21:00 |

| Valencia CF     | 2–4               | Arsenal                              |
| --------------- | ----------------- | ------------------------------------ |
| Gameiro 11' 58' | (1–1) Jegyzőkönyv | Aubameyang 17' 69' 88' Lacazette 50' |

| Estadio Mestalla, Valencia Játékvezető: Danny Makkelie (holland) |

| 2019. május 2. 21:00 |

| Eintracht Frankfurt | 1–1               | Chelsea   |
| ------------------- | ----------------- | --------- |
| Jović 23'           | (1–1) Jegyzőkönyv | Pedro 45' |

| Commerzbank-Arena, Frankfurt am Main Játékvezető: Carlos del Cerro Grande (spanyol) |

| 2019. május 9. 21:00 (20:00 BST) |

| Chelsea                                        | 1–1 (h. u.)                 | Eintracht Frankfurt                          |
| ---------------------------------------------- | --------------------------- | -------------------------------------------- |
| Loftus-Cheek 28'                               | (0–1, 1–1, 1–1) Jegyzőkönyv | Jović 49'                                    |
| Büntetőpárbaj                                  |                             |                                              |
| Barkley Azpilicueta Jorginho David Luiz Hazard | 4–3                         | Haller Jović De Guzmán Hinteregger Paciência |

| Stamford Bridge, London Játékvezető: Ovidiu Hațegan (román) |

## Döntő
| 2019. május 29. 21:00 (23:00 AZT) |

| Chelsea                                        | 4–1               | Arsenal   |
| ---------------------------------------------- | ----------------- | --------- |
| Giroud 49' Pedro 60' Hazard 65' (11-esből) 72' | (0–0) Jegyzőkönyv | Iwobi 69' |

| Olimpiai Stadion, Baku Nézőszám: 51 370 Játékvezető: Gianluca Rocchi ((olasz)) |